# 博埃利
博埃利是葡萄牙波尔图区的一个堂区。总面积4.83平方公里，总人口1843人，人口密度381.6人/平方公里。